# Държавно устройство на Малта
Малта е парламентарна република.

## Законодателна власт
Малта има еднокамарен парламент, състоящ се от Камара на представителите – 65 души, избрани за срок от 5 години. Депутатите се избират по пропорционалната система на гласуване.

## Съдебна власт
Съдебната система във Малта е независима. Президентът назначава главен съдия и 16 съдии, тяхната задължителната пенсионна възраст е 65 години.